# Јужноокеански језици
Јужноокеански језици су језички комплекс и једна од грана океанских језика. У употреби су у Вануатуу и Новој Каледонији. Постојање ове гране океанских језика први су предложили Рос, Линч и Краули (2002), а касније студије су подржале овај предлог. Према њима јужноокеански језици су језички комплекс, а не породица језика.

## Класификација

### Према Кларку и Глотологу
Према Кларку (2009) и Глотологу (Glottolog 4.0), постоје четири гране, северновануатски, средњовануатски, јужновануатски и новокаледонијски језици. Све четири гране су језички комплекси.
- Северновануатски језици
  - Тореско–бенчки језици[3]
  - Еспиритусантоански језици[4]
  - (многи други)
- Средњовануатски језици
  - Малекулски језици
  - (многи други)
- Јужновануатски језици
- Новокаледонијски језици

### Према Линчу
Линч (1995) групише језике на следећи начин:
- Бенчко–торески језици
- Северозападносантоански језици
- Југозападносантоански језици
- Сакаоски језик
- Источносантоански језици
- Аобско-маевојски језици
- Сржнојужноокеански језици
  - Средњовануатски језици
    - Приморскомалекулски језици
    - Копненомалекулски језици
    - Пентекостијски језици
    - Амбримско-памски језици

  - Епијско-ефатејски језици
    - Епијски језици
    - Шефердско-северноефатејски језици

  - Јужноефатејско-јужномеланежански језици
    - Јужноефатејски језик
    - Јужномеланежански језици
      - Јужновануатски језици
      - Новокаледонијски језици

### Према Росу, Полију и Осмонду
Према предлогу Роса, Полија и Осмонда (2016) јужноокеански језици су подељени на:‍:10
- Северновануатски језички комплекс
- Сржнојужноокеански језички комплекс
  - Средњовануатски језички комплекс
  - Јужновануатски језици
  - Новокаледонијски језици